# مشکلی نیست (فیلم ۲۰۱۰)
مشکلی نیست (به هندی: No Problem) فیلمی محصول سال ۲۰۱۰ و به کارگردانی آنیس بازمی است. در این فیلم بازیگرانی همچون آنیل کاپور، سانجی دات، آکشای کانا، سونیل شتی، سوشمیتا سن، کانگانا رانوت، پارش راوال ایفای نقش کرده‌اند.